# Cemaga Tengah
Cemaga Tengah is een bestuurslaag in het regentschap Natuna van de provincie Riau-archipel, Indonesië. Cemaga Tengah telt 452 inwoners (volkstelling 2010).